# Shadrack Ramoni
Shadrack Ramoni (5 maggio 1988) è un calciatore salomonese, portiere del Koloale.

## Carriera
Con la Nazionale salomonese ha preso parte alla Coppa delle nazioni oceaniane 2012, giungendo quarto.